# Myospila kangdingica
Myospila kangdingica är en tvåvingeart som beskrevs av Qian och Feng 2005. Myospila kangdingica ingår i släktet Myospila och familjen husflugor. Inga underarter finns listade i Catalogue of Life.